# Ли Джун
Ли Чан Сон (кор. 이창선, англ. Lee Chang-seon; род. 7 февраля 1988, Сеул) — южнокорейский актёр и бывший вокалист и главный танцор хип-хоп бой-бенда MBLAQ (2009-2014), более известен под сценическим именем «Ли Джун».
Состоял в агентстве J.Tune Camp (2009-2014), в настоящее время состоит в Prain TPC (с 2015).

## Карьера

### Дебют
До того, как стать участником MBLAQ, Джун снимался в рекламе и сыграл второстепенную роль в комедии «Тот человек вернётся/Смотрите, кто идет» (That Person Is Coming/그분이 오신다), которая вышла в 2008 году.
В 2009 году он принял участие в фильме «Ниндзя убийца» (Ninja Assassin), в котором сыграл подростковую версию главного героя Райзо (Рейн). После чего получил прозвище «маленького Рэйна», который в последствии участвовал в создании и продюсировании группы, в которую вошел Ли Джун.

### MBLAQ (2009—2014)
После длительных тренировок у Rain и J. Tune Entertainment, Джун становится участником мужского квинтета MBLAQ, выступая в качестве вокалиста и главного танцора.
Группа дебютировала 9 октября 2009 года на концерте Rain’s Legend of Rainism, представляя различные песни из их тогда не издававшегося сингл альбома «Just BLAQ». Выступление было встречено приятными оценками зрителей, а их группу посчитали следующими TVXQ. Первый сингл MBLAQ «Oh Yeah» был выпущен для общественности в качестве музыкального видеоклипа 14 октября 2009 года вместе с их дебютным сингл альбомом «Just». Официальный дебют состоялся 15 октября 2009 года на передаче M! Countdown.
Группа снималась в различных шоу в качестве гостя, а также в их собственных варьете, как «Mnet’s MBLAQ — The Art of Seduction», «MBC’s MBLAQ’s Idol Army», «Mnet’s Sesame Player» и «KBS’s Hello Baby Season 5».
Свой японский дебют MBLAQ осуществил 3 мая 2011 года с шоу-кейсом, состоявшимся в Канагаве в«Lazona Kawasaki Plaza», который собрал более 10,000 поклонников. Днем позже, 4 мая они выпустили свой первый японский сингл «Your Luv». Продав более 11,000 копий, альбом занял лидирующую позицию в Oricon Daily Charts.
Вместе с MBLAQ, Ли Джун выпустил три сингл альбома, семь EP's и один студийный альбом.
Его фан-клуб носит название «J+».

## Деятельность и другое
В 2009 году после дебюта MBLAQ, Ли стал постоянным гостем на телевизионных шоу: «Звёздный золотой колокол» («Star Golden Bell») и «Ох! Моя Школа» («Oh! My School»).
В 2013 году Ли Джун снялся в главной роли в фильме «Грубая игра» («Rough Play»), у известного режиссёра Ким Ки Дука. Фильм был необычно рискованный для поп-идола, так как ему приходилось сниматься в многочисленных сексуальных сценах обнажённым. Он выиграл номинацию «Best New Actor» на 1st Wildflower Film Awards 2014  за его выступление, а также был награждён как лучший начинающий актёр на 50th Paeksang Arts Awards и 23rd Buil Film Awards в 2014 году.
После того, как в 2014 году актёр покинул группу «MBLAQ», он обратил внимание на телевидение. Джуну, который на тот момент ещё не успел заключить контракт с каким-либо лейблом, была предложена главная роль в дораме «Ходят слухи». В проекте Ли Джун сыграл младшего сына из богатой семьи. На пресс-конференции, посвящённой выходу дорамы, актёр подчеркнул важность полового воспитания среди подростков.
В том же году, после того, он был задействован в съемках дорамы «Gap-dong», сюжет которой был основан на серии убийств, совершённых Ли Чун Чжэ в Хвасоне с 1986 по 1991 годы. Эта роль принесла ему широкую известность как актёру.

## Личная жизнь
Ли Джун родился и вырос в Сеуле, Южная Корея. У него есть старшая сестра.
Джун с детства мечтал стать актером, однако случилась ситуация, которая кардинально повлияла на его решение. Как-то Ли Джун рассказывал, что однажды один из школьных учителей сказал ему, что у него нет таланта к актёрской игре. Поэтому мальчик похоронил мечту, решив посвятить жизнь танцам.
Джун поступил в танцевальную школу «Seoul Arts High School». До вступительных экзаменов он занимался танцами в течение месяца и даже занял второе место в танцевальном конкурсе. Парень не был гибким и пластичным, как другие ученики, которые занимались танцами по десять лет, но все преподаватели отмечали огромный потенциал Ли Джуна, вследствие чего он никогда не оставался незамеченным.
Семейное положение Ли Джуна было очень сложным. У него был только один балетный костюм и дешевые балетки, которые обычные ученики не использовали и из-за этого Джуна высмеивали и игнорировали. И, поскольку Джун не смог позволить себе поездку в Китай (в Южной Корее ученикам предоставляется одна большая поездка, которая отличается от обычных общешкольных и имеет важное значение для учеников), он остался в школе и практиковался, так как частные уроки тоже были ему не по карману.
Но, несмотря на всю сложность ситуации, Ли Джун смог окончить среднюю школу и прославиться как блестящий танцор (он занял 3-е место в миноре и 2-е по балету и современному танцу, благодаря чему мог поступить в KNUA, который является лучшим университетом искусств в Южной Корее) еще до того, как стал участником группы MBLAQ. Он специализировался в области современного танца в Корейском Национальном Университет Искусства, а также посещал Kyung Hee Cyber University.
6 ноября 2010 года во время интервью Ли Джун рассказал, что у него была частая бессонница, а также проявления биполярного расстройства. Он продолжал говорить «Я страдал от бессонницы. Это проявилось из-за усталости во время дебюта, но оно внезапно вернулось. Я не смог спать 2 дня».
13 февраля 2011 года Ли был отстранен от съемок специального этапа MBLAQ «Stay» на SBS's Inkigayo из-за того, что у него началась рвота. Его доставили в больницу, где был поставлен диагноз: расстройство улитки уха, его состояние не было серьезным. Тем не менее его деятельность была приостановлена на короткое время для того, чтобы он восстановился.
Служил в армии 24.10.2017 - 19.12.2019. Изначально его определили в морскую пехоту в качестве активного солдата, служа в которой он показывал хорошие результаты, однако потом его перевели на общественную службу в качестве госслужащего из-за обострения биполярного расстройства и панических атак, из-за чего срок его службы занял по времени больше установленной на тот момент нормы. 12 февраля 2018 года вышла статья о Ли Джуне, заголовок которой содержал ложную информацию о том, что Джун пытался совершить самоубийство, вскрыв себе вены, не выдержав трудной службы в армии. Также, в статье упоминалось о том, что, якобы, Джун состоял в лагере при армии «Green Camp», созданным специально для склонных к самоубийству людей, кому психологически тяжело справиться со службой в армии.
В январе 2018 года было подтверждено, что Ли Джун и его партнёрша по дораме "Странный отец/Папа странный" Чон Сомин состоят в отношениях. Однако, в 2020 году пара рассталась.

## Фильмография

### Фильмы
| Название             | Год  | Роль            | Заметки                       |
| -------------------- | ---- | --------------- | ----------------------------- |
| «Ниндзя Убийца»      | 2009 | Подросток Райзо |                               |
| «Гномео & Джульета»  | 2011 | Гномео          | Корейский дубляж              |
| «Грубая Игра»        | 2013 | Ох, Молодость   |                               |
| «Пайпер»             | 2015 | Нам Со          | Как сын деревенского старосты |
| «Станция Сеул»       | 2015 | Ки Вонг         | Голос                         |
| «Гость» / «Дудочник» | 2015 |                 |                               |
| «Ключ Удачи»         | 2016 | Дже Сон         |                               |

### Телесериалы
| Название                                   | Год        | Канал       | Роль                       | Заметки                                                    |
| ------------------------------------------ | ---------- | ----------- | -------------------------- | ---------------------------------------------------------- |
| «Здесь он пришел»                          | 2008       | MBC         | Самого себя                | камео, до дебюта                                           |
| «Домохозяйка Ким Кван Джа третье действие» | 2010       | MBC         | Джин                       |                                                            |
| «Джунгли Fish 2»                           | 2010       | KBS1        | Ан Ба Во                   |                                                            |
| «История одного Солярий-мэна»              | 2012       | SBS         | Парень Ё Чжи               | камео (1 эпизод)                                           |
| «Посланный с небес»                        | 2012       | KBS2        | Ли Джун                    | Также известный как «Мне нужна фея»                        |
| «К-РОР — окончательное прослушивание»      | 2012       | Channel A   | Член вымышленной группы M1 | Камея, также известный как Сильнейший K-POP Star выживания |
| «Ирис 2»                                   | 2013       | KBS2        | Ён Ши Хёк                  |                                                            |
| «Драматическое»                            | 2013       | MBC Every 1 | Самого себя                |                                                            |
| «Кап дон»                                  | 2014       | tvN         | Рё Та О                    |                                                            |
| «Господин Вернись»                         | 2014       | MBC         | Чой Дэ Хан                 |                                                            |
| «Пиноккио»                                 | 2015       | SBS         | Фама                       | камео (19 эпизод)                                          |
| «Услышанный, сквозь виноградную лозу»      | 2015       | SBS         | Хан Ин Санг                |                                                            |
| «Вампир Детектив»                          | 2016       | OCN         | Ён Сан                     |                                                            |
| «Женщина с Чемоданом»                      | 2016       | MBC         | Ма Сок Во                  |                                                            |
| «Странный Отец»                            | 2017       | KBS         | Ан Джун Хи                 |                                                            |
| «Море Спокойствия»                         | 2021       | Netflix     | Рю Тэ Сок                  |                                                            |
| «Пульгасаль: Бессмертные души»             | 2021, 2022 | tvN         | Ок Ыль Тэ                  |                                                            |
| «Одинокое красное сердце»                  | 2022       | KBS2        | Ли Тэ                      |                                                            |

### Разные шоу
| Название                                         | Год        | Канал        | Заметки                                           |
| ------------------------------------------------ | ---------- | ------------ | ------------------------------------------------- |
| «MBLAQ — Искусство Обольщения»                   | 2009       | Mnet         |                                                   |
| «Армия Айдолов»                                  | 2009-2010  | MBC Every 1  | 5 Сезон                                           |
| «Разнообразный Мир Shin PD»                      | 2010       | SBS          |                                                   |
| «Бегущий Человек»                                | 2010       | SBS          | Эпизод № 8 и № 104                                |
| «Создание Исполнителя»                           | 2010       | GOMTV        |                                                   |
| «MBLAQ Идет в Школу»                             | 2010       | Mnet         |                                                   |
| «Восстание Макнэ Айдолов»                        | 2010       | SBS          |                                                   |
| «Объединенные Айдолы»                            | 2010       | MTV          |                                                   |
| «Звездный Золотой Колокол»                       | 2010       | KBS          |                                                   |
| «100 Баллов из 100 Пунктов»                      | 2011       | KBS          | Известен как «Ох! Моя Школа»                      |
| «Рождение Семьи»                                 | 2011       | KBS2         |                                                   |
| «Сасэн Игрок»                                    | 2011       | Mnet         |                                                   |
| «Звездный Король»                                | 2011       | SBS          |                                                   |
| «Привет, Детки MBLAQ»                            | 2012       | KBS2         |                                                   |
| «Ток-шоу Осуществляй Мечту»                      | 2012       | KBS2         |                                                   |
| «Вызов на 1000 Песен»                            | 2012       | SBS          |                                                   |
| «Бегущий Человек»                                | 2012       | SBS          | Эпизод № 95 (Сенг Хо, G.O, Thunder), № 104, № 108 |
| «Бессмертные песни: Поющие Легенды»              | 2012       | KBS World TV |                                                   |
| «Код The Beatles»                                | 2012       | Mnet         |                                                   |
| «Pit-a-Pat Взболтать!»                           | 2012       | MBC          | Вместе с Лизи из After School                     |
| «Айдол-менеджер»                                 | 2012       | MBC          |                                                   |
| «Исследование Пола»                              | 2012       | MBC          |                                                   |
| «Непобедимая Молодежь»                           | 2012       | KBS2         |                                                   |
| «Еженедельный Идол»                              | 2012       | MBC Every 1  |                                                   |
| «Иди Шоу»                                        | 2012       | SBS          | Эпизод № 10                                       |
| «Сильное Сердце»                                 | 2012       | SBS          |                                                   |
| «Моя Кукла»                                      | 2012       | Mnet         |                                                   |
| «Молодожены 4 Сезон»                             | 2012       | MBC          | Вместе с О Ён Со                                  |
| «Пойдем! ДримТим 2 Сезон»                        | 2012       | KBS2         |                                                   |
| «Состояние Человека: Условия Проведения Отпуска» | 2013       | KBS          |                                                   |
| «Субботняя Ночь с Кореей»                        | 2013       | tvN          |                                                   |
| «Бегущий человек»                                | 2013       | SBS          | Эпизод № 129 и № 162                              |
| «Код The Beatles 3D»                             | 2014       | Mnet         |                                                   |
| «Бесконечный Вызов 4 Сезон»                      | 2016       | MBC          | Эпизод № 473, № 480 и № 481                       |
| «Бегущий Человек»                                | 2016       | SBS          | Эпизод № 320                                      |
| «Всеведущие братья»                              | 2018, 2021 | JTBC         | Эпизод № 63, № 243                                |

### Музыкальные-видео выступления
| Название                | Год  | Артист      |
| ----------------------- | ---- | ----------- |
| «Going Crazy»           | 2010 | Kan Mi-youn |
| «Мое Сердце Бьется»     | 2011 | K.Will      |
| «Can't Open Up My Lips» | 2011 | K.Will      |
| «Bubble Pop!»           | 2011 | Хёна        |
| «Singing Got Better»    | 2013 | Эйли        |

### Награды и номинации
| Год  | Награда                    | Категория                                                       | Номинированная Работа                 | Результат   |
| ---- | -------------------------- | --------------------------------------------------------------- | ------------------------------------- | ----------- |
| 2014 | 1st Wildflower Film Awards | Лучший Актёр, Лучший Начинающий Актёр                           | «Грубая Игра»                         | Номинирован |
| 2014 | 7th Korea Drama Awards     | Лучший Начинающий актёр                                         | «Гапдон»                              | Выиграл     |
| 2014 | 50th Paeksang Arts Awards  | Лучший Начинающий Актёр (Фильм), Самый Популярный Актёр (Фильм) | «Грубая Игра»                         | Номинирован |
| 2014 | 23rd Buil Film Awards      | Лучший Начинающий Актёр                                         | «Грубая Игра»                         | Номинирован |
| 2014 | 2014 MBC Drama Awards      | Лучший Начинающий Актёр                                         | «Господин Вернись»                    | Номинирован |
| 2015 | 51st Paeksang Arts Awards  | Лучший Начинающий Актёр (ТВ), Самый Популярный Актёр (ТВ)       | «Услышанный, сквозь виноградную лозу» | Номинирован |
| 2015 | 8th Korea Drama Awards     | Превосходная Премия, Актёр                                      | «Услышанный, сквозь виноградную лозу» | Выиграл     |
| 2015 | 4th APAN Star Awards       | Превосходная Премия, Актёр в Дораме                             | «Услышанный, сквозь виноградную лозу» | Выиграл     |
| 2015 | 2015 SBS Drama Awards      | Лучшая Пара (с Го А Сен)                                        | «Услышанный, сквозь виноградную лозу» | Номинирован |
| 2016 | 52nd Paeksang Arts Awards  | Самый Популярный Актёр (Телевидение)                            | «Вампир Детектив»                     | Номинирован |
| 2016 | 1st Asia Artist Awards     | Лучшая Премия Для Эстрадного Артиста, Актёр                     | «Женщина с Чемоданом»                 | Номинирован |